# Eisbrecher (album, Nena)
Eisbrecher (německy „Ledoborec“) je čtvrté a zároveň poslední album německé rockové skupiny Nena a páté studiové album její zpěvačky Gabriele „Nena“ Kerner . Po rozpadu kapely v následujícím roce se Kerner vydala na sólovou dráhu . „Mondsong“ a remix „Engel der Nacht“ byly vydány jako singly.  

## Pozadí
Album Eisbrecher vyšlo, když byla obliba kapely na ústupu.  Koncertní turné k předcházejícímu albu Feuer und Flamme, bylo málo navštěvované  a skupina se rozešla se svým manažerem Jimem Raketem.  Ve svých pamětech z roku 2014 popsal bubeník kapely Rolf Brendel ideu alba:
„Chtěli jsme si připomenout naše začátky, to, co nás udělalo skvělými. Eisbrecher mělo být jasné, nekompromisní album, bez technické bombasty. ... On [Klaus Voormann, producent alba] to musel vytrhnout, aby inspiroval Nenin nový starý život a využil úspěchu prvních dvou alb.”
Album bylo nahráno ve studiích v Castello di Carimate v Itálii. Brendel o nahrávkách napsal: „Po celou dobu nahrávání panovala melancholie. Aniž by to bylo vysloveno, každý z nás cítil, že další album už následovat nebude."  Na rozdíl od tří předchozích alb (dvě 1. a jedno 2. místo v německých žebříčcích), albu Eisbrecher se v podařilo dosáhnout pouze 45. místo. 

## Prominentní skladby

### Singly
První singl z alba byl „Mondsong“, který dosáhl 37. místo v německých žebříčcích.  Následovala píseň „Engel der Nacht“ , která se v žebříčku neumístila vůbec, což znamenalo prudký pokles oproti předchozím úspěchům kapely.
Komerční neúspěch těchto dvou singlů - jeden je balada napsaná Nenou,  druhý chytlavá, rocková melodie napsaná Jörnem -Uwe Fahrenkrog-Petersenem a Carlo Kargesem - poskytly důkaz, že vzorce, které fungovaly v minulosti, již nebudou sklízet stejné úspěchy.

### "Jetzt bist du weg"
"Jetzt bist du weg" ("Nyní jsi pryč") napsala Nena Kerner z pohledu zhroucené milenky, která zápasí s emocemi: neví, zda se obviňovat, ani jak se zachovat Tempo písně se krátce zrychlí, když spekuluje o tom, že by se pár mohl dát znovu dohromady, než znovu zpomalí a uzavře větou: "Zajímalo by mě, jestli na tebe budu nakonec schopna zapomenout."  Všeobecně se má za to, že jde o Nenin popis rozchodu s jejím přítelem, bubeníkem kapely Rolfem Brendelem.  Načasování událostí však toto přesvědčení nepodporuje, protože Eisbrecher byl vydán na konci roku 1986, před koncem osmiletého vztahu Neny a Brendela v roce 1987.  Pokud by však text písně byl autobiografický, pak některé repliky (například „Oba jsme vždy chtěli být spolu... ale cítím se tak opuštěný, protože z těchto let zbylo tak málo“)  mohou pouze odrážet Nenin city k Brendelovi.

## Seznam skladeb
1. Engel der Nacht – 3:51
2. Mondsong – 3:47
3. Frei wie der Wind –	4:38
4. Schön wär es doch – 4:08
5. Tokyo – 4:28
6. Jetzt bist du weg – 4:53
7. Sonnenaufgang – 3:41
8. Ring frei – 3:56
9. Zusammen – 3:36
10. Eisbrecher – 4:39

## Sestava skupiny
- Rolf Brendel – bicí
- Jörn-Uwe Fahrenkrog-Petersen – klávesy, doprovodné vokály
- Jürgen Dehmel – baskytara
- Carlo Karges – kytara
- Gabriele Susanne Kerner – zpěv